# Cane Corso Italiano
Cane Corso Italiano er en hunderace i FCI gruppe2. Cane Corso nedstammer fra den romerske oldtidshund Canis Pugnax, en stor molosser, der blev brugt som krigshund. 

## Brug
Cane Corso Italiano er oprindeligt avlet som forskellige typer arbejdshunde igennem flere hundrede år. Man brugte dem til at beskytte kvæget imod ulve, som vagthunde på gårdene og vildsvinejagt. Slagterne brugte også Cane Corsoen til at hjælpe med at fastholde kvæget, når der skulle slagtes. I dag bliver den bl.a. brugt som politihund i det sydlige Italien og i Sydamerika.
Cane Corso er en børnevenlig hund der også forstår sig godt med andre dyr i hjemmet. Cane Corso har brug for et kærligt hjem og en bestemt hånd. Den har brug for daglige gåture, gerne i uvante miljøer hvor den kan få nye indtryk og dufte. Den sover meget og man bør ikke overbelaste hunden, med eksempelvis lange løb eller løb ved siden af en cykel. Dette kan ødelægge hundens led på sigt på grund af dens tyngde.

## Størrelse
Hanhunden er 64–68 cm og skal veje mindst 45-50 ;kg. Tæven er 60 til 64 cm, og vejer ca. 5-7 kilo mindre. Højden er plus/minus 2 cm.

## Helbredsproblemer
Der kan følge knogle- og ledproblemer med, da racen er så tung. HD og AA er begge noget man skal holde øje med, når man køber en Cane Corso.